# Condado de Jefferson (Arkansas)
O Condado de Jefferson é um dos 75 condados do estado americano do Arkansas. Sua sede de condado é Pine Bluff. Sua população, segundo o censo americano de 2000, é de 84 278 habitantes.